# Leny Marenbach
Leny Marenbach, född 20 december 1907 i Essen, Kejsardömet Tyskland, död 26 januari 1984 i Västberlin, var en tysk skådespelare. Marenbach medverkade i 25 tyska långfilmer, varav flera komedier mot Heinz Rühmann på 1930-talet.

## Filmografi, urval
- 1937 – Gröna hissen
- 1938 – 5 miljoner söka en arvinge
- 1941 – Musikens vagabond